# 開校!黒田アカデミー
『開校！黒田アカデミー』（かいこう！くろだアカデミー）は、讀賣テレビ放送（ytv）で不定期放送されていたトークバラエティ番組である。司会はメッセンジャー黒田。アシスタントはytvアナウンサーの植村なおみ。
番組内容は、黒田講師が文化人、評論家、タレントら各ジャンルのパネラー6人がスタジオトークやゲストのその姿を密着し、いろいろなチェックを繰り広げるトーク番組である。

## 放送日
- 第1回 : 2003年
- 第2回 : 2004年
- 第3回 : 2004年11月14日 16:30～17:30 - 爆笑元アイドル(秘)暴露SP
- 第4回 : 2005年5月29日 - 一発屋

## スタッフ
- ディレクター：中地浩之、松本剛樹
- プロデューサー : 新宅淳（ytv）、幸田敏哉
- チーフプロデューサー : 山西敏之（ytv）
- 制作協力 : オフィスりぷる

| スタブアイコン | サブスタブ | この項目は、まだ閲覧者の調べものの参照としては役立たない、テレビ番組に関連した書きかけの項目です。この項目を加筆・訂正などしてくださる協力者を求めています（P:テレビ/PJ:放送または配信の番組）。 |